# Heliophanus koktas
Heliophanus koktas là một loài nhện trong họ Salticidae.
Loài này thuộc chi Heliophanus. Heliophanus koktas được Dmitri Viktorovich Logunov miêu tả năm 1992.